# Postel (bière)
La Postel est une  bière d'abbaye faisant partie du groupe Heineken depuis 2000. Elle est produite depuis 1988 par la  brasserie De Smedt, devenue ensuite brasserie Affligem et située à Opwijk dans la province du Brabant flamand. Elle se réfère à l'abbaye de Postel en province d'Anvers.

## Bières
Il existe actuellement trois bières d'abbaye traditionnelles ainsi qu'une bière de saison commercialisées sous la protection du logo Bière belge d'Abbaye reconnue :
- Postel Blond est une bière blonde titrant 7 % d'alcool.
- Postel Dubbel est une bière brune sucrée titrant 7 % d'alcool.
- Postel Tripel est une bière blonde triple aux reflets ambrés titrant 8,5 % d'alcool.
- Postel Christmas est une bière brun rouge brassée une fois par an et disponible uniquement pendant la période de Noël. Elle titre  9 % d'alcool.